# Torneo de Reserva 1997-98
El Torneo de Reserva 1997-98 fue la quincuagésimo séptima edición del certamen organizado por la Asociación del Fútbol Argentino.
Participaron un total de 18 equipos, todos participantes de la Primera División 1997-98.
El certamen consagró campeón por primera vez en su historia a Lanús, tras vencer por 2 a 0 a Colón en la última fecha.

## Equipos
De los 20 equipos, participaron 18 en esta edición ya que Gimnasia y Esgrima de Jujuy y Gimnasia y Tiro desistieron:
| Equipo                      | Ciudad        | Estadio                            |
| --------------------------- | ------------- | ---------------------------------- |
| Argentinos Juniors          | Buenos Aires  | Arquitecto Ricardo Etcheverri      |
| Boca Juniors                | Buenos Aires  | Alberto J. Armando                 |
| Colón                       | Santa Fe      | Brigadier General Estanislao López |
| Español                     | Buenos Aires  | Nueva España                       |
| Estudiantes de La Plata     | La Plata      | Jorge Luis Hirschi                 |
| Ferro Carril Oeste          | Buenos Aires  | Arquitecto Ricardo Etcheverri      |
| Gimnasia y Esgrima La Plata | La Plata      | Juan Carmelo Zerillo               |
| Huracán                     | Buenos Aires  | Tomás Adolfo Ducó                  |
| Independiente               | Avellaneda    | La Doble Visera                    |
| Lanús                       | Lanús         | Ciudad de Lanús                    |
| Newell's Old Boys           | Rosario       | Coloso del Parque                  |
| Platense                    | Vicente López | Ciudad de Vicente López            |
| Racing                      | Avellaneda    | Presidente Perón                   |
| River Plate                 | Buenos Aires  | Antonio Vespucio Liberti           |
| Rosario Central             | Rosario       | Gigante de Arroyito                |
| San Lorenzo de Almagro      | Buenos Aires  | Pedro Bidegain                     |
| Unión                       | Santa Fe      | 15 de Abril                        |
| Vélez Sarsfield             | Buenos Aires  | José Amalfitani                    |

### Distribución geográfica de los equipos
| Región                 | Cant. | Equipos |
| ---------------------- | ----- | --- |
| Ciudad de Buenos Aires | 8     | Argentinos Juniors, Boca Juniors, Español, Ferro Carril Oeste, Huracán, River Plate, San Lorenzo de Almagro y Vélez Sarsfield |
| Conurbano bonaerense   | 4     | Independiente, Lanús, Platense y Racing                                                                                       |
| Provincia de Santa Fe  | 4     | Colón, Newell's Old Boys, Rosario Central y Unión                                                                             |
| Ciudad de La Plata     | 2     | Estudiantes de La Plata y Gimnasia y Esgrima La Plata                                                                         |

## Sistema de disputa
Se llevó a cabo en dos ruedas, por el sistema de todos contra todos, invirtiendo la localía. La tabla final de posiciones del torneo se estableció por acumulación de puntos. El ganador se consagró campeón.

## Tabla de posiciones
| Pos. | Equipo                      | Pts. | J  | DG  | GF |
| ---- | --------------------------- | ---- | -- | --- | -- |
| 1.°  | Lanús                       | 72   | 34 | 27  | 53 |
| 2.°  | Newell's Old Boys           | 70   | 34 | 43  | 75 |
| 3.°  | Boca Juniors                | 65   | 33 | 17  | 49 |
| 4.°  | Unión                       | 47   | 33 | 6   | 56 |
| 5.°  | River Plate                 | 44   | 31 | 5   | 60 |
| 6.°  | Gimnasia y Esgrima La Plata | 43   | 27 | 6   | 37 |
| 7.°  | Vélez Sarsfield             | 43   | 30 | 6   | 52 |
| 8.°  | Platense                    | 42   | 31 | 5   | 54 |
| 9.°  | Ferro Carril Oeste          | 42   | 29 | -4  | 42 |
| 10.° | San Lorenzo de Almagro      | 41   | 27 | 4   | 48 |
| 11.° | Argentinos Juniors          | 40   | 31 | 2   | 40 |
| 12.° | Independiente               | 40   | 31 | -7  | 44 |
| 13.° | Rosario Central             | 38   | 32 | 4   | 49 |
| 14.° | Estudiantes de La Plata     | 33   | 30 | -13 | 33 |
| 15.° | Racing                      | 32   | 32 | -22 | 52 |
| 16.° | Huracán                     | 27   | 30 | -20 | 44 |
| 17.° | Colón                       | 19   | 25 | -27 | 25 |
| 18.° | Dep. Español                | 18   | 27 | -36 | 25 |

|  | Campeón. |

|                           |
|                           |
| Campeón Lanús 1.er título |